# Lebedew XI
Die Lebedew XI (Lebed-XI, russisch Лебедь-XI) war ein russisches Militärflugzeug.

## Entwicklung
1915 entstand bei Lebedews Lebed-Werk durch den leicht veränderten Nachbau eines erbeuteten deutschen Albatros-Doppeldeckers die Lebed-XI. Das Muster bewährte sich und so nahm man die Produktion in insgesamt sechs Varianten und unterschiedlichen Triebwerken auf. Die Gesamtstückzahl blieb aber gering, da sich die Entwicklung und Fertigung bald auf die nachfolgende Lebed-XII konzentrierte.

## Technische Daten
| Kenngröße             | Lebed XI                                 | Lebed XI A1                           |
| --------------------- | ---------------------------------------- | ------------------------------------- |
| Besatzung             | 2                                        | 2                                     |
| Länge                 | 8,00 m                                   | 8,00 m                                |
| Spannweite            | 14,50 m                                  | 13,00 m                               |
| Flügelfläche          | 43,00 m²                                 | 40,80 m²                              |
| Leermasse             | 820 kg                                   | 735 kg                                |
| Startmasse            | 1170 kg                                  | 1085 kg                               |
| Flächenbelastung      | 26,30 kp/m²                              | 26,70 kp/m²                           |
| Höchstgeschwindigkeit | 135 km/h                                 | 130 km/h                              |
| Gipfelhöhe            | 3500 m                                   |                                       |
| Triebwerke            | ein Reihenmotor Salmson, 150 PS (110 kW) | ein Reihenmotor Benz, 150 PS (110 kW) |
| Bewaffnung            | zwei MG 7,7 mm 90 kg Bomben              | zwei MG 7,7 mm                        |